# Narrogin Town
Narrogin Town var en stadskommun i Australien. Den låg i delstaten Western Australia, omkring 160 kilometer sydost om delstatshuvudstaden Perth. Den uppgick 2016 i Narrogin Shire.